# Dolophones notacantha
Dolophones notacantha is een spinnensoort in de taxonomische indeling van de wielwebspinnen (Araneidae).
Het dier behoort tot het geslacht Dolophones. De wetenschappelijke naam van de soort werd voor het eerst geldig gepubliceerd in 1824 door Quoy & Gaimarg.